# تپه هیزج
تپه هیزج مربوط به سده‌های میانه و متاخر دوران‌های تاریخی پس از اسلام است و در شهرستان همدان، بخش شراء، دهستان جیحون دشت، روستای هیزج واقع شده و این اثر در تاریخ ۱۸ اسفند ۱۳۸۷ با شمارهٔ ثبت ۲۵۱۳۸ به‌عنوان یکی از آثار ملی ایران به ثبت رسیده است.